# Зайончкув (Лодзинське воєводство)
Зайончкув (пол. Zajączków) — село в Польщі, у гміні Мнішкув Опочинського повіту Лодзинського воєводства.
Населення — 70 осіб (2011).
У 1975-1998 роках село належало до Пйотрковського воєводства.

## Демографія
Демографічна структура станом на 31 березня 2011 року:
|          | Загалом | Допрацездатний вік | Працездатний вік | Постпрацездатний вік |
| -------- | ------- | ------------------ | ---------------- | -------------------- |
| Чоловіки | 35      | 4                  | 25               | 6                    |
| Жінки    | 35      | 5                  | 14               | 16                   |
| Разом    | 70      | 9                  | 39               | 22                   |